# 발렌틴 게초프
발렌틴 도체프 게초프(불가리아어: Валентин Дочев Гецов, 1967년 3월 14일~)는 불가리아의 전직 레슬링 선수이다. 1992년 하계 올림픽에서 남자 자유형 라이트급 종목 은메달을 획득했으며 세계 선수권 대회에서 동메달 1개, 유럽 선수권 대회에서 동메달 1개를 획득했다.